# Jimmy Kruger
James Thomas Kruger (n. 20 decembrie 1917, Bethlehem, Free State, Africa de Sud – d. 9 mai 1987, Irene, Gauteng, Africa de Sud) a fost un politician galez din Africa de Sud, care a făcut parte din guvernul conservator, susținător al politicii de apartheid, al Partidului Național. A îndeplinit funcția de ministru al justiției și poliției în cabinetul prim-ministrului John Vorster⁠(d) din 1974 până în 1979 și apoi pe cea de președinte al Senatului Africii de Sud din 1979 până în 1980, când acest corp legislativ a fost desființat.

## Tinerețea
Kruger s-a născut în Bethlehem, Orange Free State, Africa de Sud, din părinți galezi și a fost adoptat de părinți din grupul etnic afrikaner. A urmat studii la un liceu din Ventersdorp și a devenit miner. S-a calificat apoi ca topograf la o mină de aur din Brakpan, înainte de a susține examenul de topograf minier. Mai târziu a lucrat ca inginer topograf la Barberton.

## Educația
Kruger a studiat apoi part-time pentru a obține o diplomă de predare a limbii afrikaans la University of South Africa⁠(d) (UNISA), iar mai târziu a urmat studii de drept la Universitatea Witwatersrand, pe care le-a absolvit cu diplomă de licență în 1954. A început să profeseze ca avocat în 1955.

## Cariera politică
În 1962 a devenit membru al Consiliului Provincial Transvaal. A fost candidat al Partidului Național la alegerile parlementare din 1966 și a devenit membru al Adunării Poporului (camera inferioară a Parlamentului Africii de Sud). În 1972 Kruger a fost numit ministru adjunct al poliției, sănătății și bunăstării. A fost promovat în 1974 în funcția de ministru al poliției, închisorilor și justiției. În iunie 1979 a fost ales președinte al Senatului și a îndeplinit această funcție până în decembrie 1980, când Senatul a fost desființat.

### Steve Biko
Kruger a fost responsabil pentru restricționarea activității lui Steve Biko, liderul Mișcării Conștiinței Negre; atunci când Biko a murit în timp ce se afla în custodia poliției, poliția a susținut că Biko a murit, de fapt, în timpul unei greve a foamei. Această relatare a fost contestată de jurnalistul sud-african alb Donald Woods⁠(d), care a fost prietenul apropiat al lui Biko. Răspunsul lui Kruger atunci când a auzit de moartea lui Biko a fost: „Dit laat my koud.” („Mă lasă rece.”). Kruger a început mai târziu să-și retracteze declarațiile anterioare, susținând în același timp că Biko a fost autorul unor pamflete care cereau „sânge și trupuri pe străzi”. Woods a fost supus unui control din ce în ce mai strict pentru articolele sale și, în cele din urmă, în urma publicării unui articol în care solicita demisia lui Kruger, a primit un ordin de restricție la intervenția directă a lui Kruger. Nu după mult timp, Woods și familia sa au fugit din țară și au trăit în exil în Anglia.
În urma presiunilor internaționale, guvernul sud-african a ordonat o anchetă care să cerceteze cauza morții lui Biko; magistratul șef a concluzionat că Biko a murit din cauza leziunilor cerebrale cauzate de o lovitură la cap; cu toate acestea, nimeni nu a fost considerat responsabil și nici nu a fost urmărit penal pentru moartea lui Biko. Chiar și așa, această anchetă a dus la încheierea carierei politice a lui Kruger. Considerând că acțiunile lui au compromis grav credibilitatea țării în străinătate, guvernul sud-african i-a ordonat să-și dea demisia. Kruger a pierdut nu doar postul de ministru, ci și calitatea de membru al partidului de guvernământ, iar în 1982 s-a alăturat Partidului Conservator (de extremă dreaptă) condus de Andries Treurnicht⁠(d) în semn de protest împotriva reformelor politicii rasiale ale guvernului Botha. Kruger și-a petrecut restul vieții într-o obscuritate politică.

## Căsătorie
A fost căsătorit cu Susan Kruger după care a fost numit în 1977 feribotul care făcea legătura între continent și insula Robben (Susan Kruger).

## Moarte
Jimmy Kruger a murit la casa lui din Irene, după ce a suferit recent o intervenție chirurgicală la inimă. I-au supraviețuit soția sa, Susanna și cei doi fii, Eugene și Eitel.